# Sodalitium Pianum
Sodalitium Pianum (traduït com a Lliga de sant Pius V), conegut també com a Integralists era una associació secreta romana fundada el 1909 pel sacerdot Umberto Benigni, amb l'objectiu d'ajudar el papa en la seva lluita contra el modernisme després de la publicació de l'encíclica Pascendi Dominici Gregis per Pius X. A França va prendre el nom de La Sapinière.
Benigni va organitzar un grup informal de censors, la majoria contactes personals seus i crear una xarxa d'uns cinquanta membres, principalment a França i Itàlia. Havien d'observar i, si s'esqueia, col·lectar proves per a denunciar catòlics sospitosos de modernisme. Pels seus mètodes secrets i massa zelosos, va esdevenir més un obstacle que una ajuda en l'ofensiva vaticana contra el modernisme. Benigni, nogensmenys, va quedar influent i va poder convèncer Pius X de publicar el 1909 el decret Sacrorum Antistitum al qual cada dignitari i cada ensenyant catòlic ha d'abjurar el modernisme i comprometre's a observar escrupolosament les instruccions de Pascendi i de Sacrorum Antistitum Tot i que mai va ser reconeguda oficialment per la Santa Seu —era per definició impossible per a una associació secreta— va rebre suport financer de Pius X. El caputxí i cardenal català Josep de Calassanç Vives i Tutó ocupà llocs de direcció en l'organització.
La xarxa va perdre molta influència a la mort de Pius X el 1914. Benet XV va aconseguir deturar aquella indiscriminada caça de bruixes i va desmantellar l'organització el 1921.